# Europäische Zusammenarbeit im gesetzlichen Messwesen
Die Europäische Zusammenarbeit im gesetzlichen Messwesen (WELMEC), engl. European Cooperation in Legal Metrology, ist eine europäische Organisation in Braunschweig, die der Harmonisierung des gesetzlichen Messwesens in Europa dient. Unter anderem fördert sie den Informationsaustausch, die einheitliche Anwendung europäischer oder internationaler Vorschriften, den Abbau von Handelshemmnissen bei Messgeräten und erfasst Besonderheiten im gesetzlichen Messwesen. Zu diesen Zwecken gibt die WELMEC Empfehlungen heraus, die sogenannten „WELMEC-Guides“ und unterhält Arbeitsbeziehungen zu einschlägigen nationalen und internationalen Stellen.
Der WELMEC gehören neben den 30 Mitgliedsstaaten von Europäischer Union und Europäischer Freihandelsassoziation, ohne Liechtenstein, die Türkei und Kroatien als assoziierte Mitglieder an. Daneben gibt es mehrere beobachtende und korrespondierende Organisationen, darunter auch die Internationale Organisation für das gesetzliche Messwesen OIML.
Von deutscher Seite wird die Zusammenarbeit von der Physikalisch-Technische Bundesanstalt (PTB) finanziert und unterstützt.

## Geschichte
Die Europäische Zusammenarbeit im gesetzlichen Messwesen wurde 1990 als „Western European Legal Metrology Cooperation“ von 18 der damals 19 Mitglieder der EU und der EFTA durch Unterzeichnung einer Absichtserklärung geschaffen. Mit der Erweiterung, die mit derjenigen der EU einherging, traten Länder aus Mittel- und Osteuropa der Zusammenarbeit bei, das Akronym blieb jedoch erhalten.